# Действительные члены НАН Кыргызстана
Список действительных членов (академиков) НАН КР включает в себя ныне живых людей, избравшихся в состав Академии наук Киргизской ССР (1954—1991), Академии наук Кыргызской Республики (1991—1993) и Национальной академии наук Кыргызской Республики (1993—н. в.). Последнее избрание произошло в 2021 году, когда после 11-летнего перерыва были избраны 14 действительных членов. По состоянию на 31 июля 2025 года действительными членами НАН КР являются 35 человек.

## Список
| ФИО                                   | Дата рождения    | Год избрания | Год избрания | Специальность                                       |
| ФИО                                   | Дата рождения    | академиком   | членом-корр. | Специальность                                       |
| ------------------------------------- | ---------------- | ------------ | ------------ | --------------------------------------------------- |
| Адамбеков, Доктурбек Адамбекович      | 15 января 1955   | 2021         | 2006         | микробиология, иммунология                          |
| Айдаралиев, Асылбек Акматбекович      | 9 апреля 1941    | 1997         |              | авиакосмическая, высокогорная физиология и медицина |
| Акаев, Аскар Акаевич                  | 10 ноября 1944   | 1984         | 1984         | информатика и вычислительная техника                |
| Акималиев, Джамин Акималиевич         | 5 мая 1936       | 1993         |              | агрохимия                                           |
| Акматалиев, Абдылдажан Амантурович    | 15 января 1956   | 2010         | 2000         | киргизская литература                               |
| Арабаев, Чолпонкул Исаевич            | 17 сентября 1957 | 2021         |              | юридические науки                                   |
| Асанов, Усен Асанович                 | 26 января 1934   | 1987         | 1983         | технология неорганических материалов                |
| Асанканов, Абылабек Асанканович       | 27 декабря 1954  | 2021         | 2000         | история, этносоциология                             |
| Ашимов, Исабек Ашимович               | 25 декабря 1953  | 2021         | 2006         | биомедицина, биофилософия                           |
| Бакиров, Апас Бакирович               | 12 февраля 1935  | 1997         | 1984         | региональная геология, металлогения                 |
| Борубаев, Алтай Асылканович           | 31 декабря 1950  | 2000         | 1993         | математика                                          |
| Дженчураева, Розалия Джаманкуловна    | 30 мая 1935      | 2010         | 1993         | горно-геологические науки                           |
| Джумабеков, Сабырбек Артисбекович     | 11 августа 1964  | 2010         | 2006         | травматология и ортопедия                           |
| Джуматаев, Мурат Садырбекович         | 29 января 1957   | 2006         | 1997         | механика деформируемого твердого тела               |
| Жоробекова, Шарипа Жоробековна        | 13 января 1945   | 2000         |              | химия и химическая технология                       |
| Жумалиев, Кубанычбек Мырзабекович     | 26 апреля 1956   | 1993         |              | оптика и оптико-электронные приборы                 |
| Жунушов, Асанкадыр Темирбекович       | 1 марта 1949     | 2021         | 2010         | сельскохозяйственная биотехнология                  |
| Ибраимов, Осмонакун Ибраимович        | 5 января 1954    | 2021         |              | филология                                           |
| Кожогулов, Камчибек Чонмурунович      | 6 сентября 1950  | 2021         | 2000         | геомеханика                                         |
| Кидибаев, Мустафа Мусаевич            | 16 июля 1950     | 2021         | 2006         | физика конденсированного состояния                  |
| Койчуев, Турар Койчуевич              | 4 сентября 1938  | 1989         | 1987         | экономика                                           |
| Кудаяров, Дуйше Кудаярович            | 26 апреля 1939   | 2000         | 1989         | педиатрия                                           |
| Кутанов, Аскар Асанбекович            | 19 марта 1958    | 2000         | 1997         | информатика                                         |
| Мамытов, Миталип Мамытович            | 16 декабря 1939  | 2005         | 2000         | нейрохирургия                                       |
| Мамасаидов, Мухаммаджан Ташалиевич    | 1 апреля 1949    | 2000         |              | горное машиноведение                                |
| Мукасов, Ысманалы Мукасович           | 26 сентября 1957 | 2021         |              | история философии                                   |
| Мурзубраимов, Бектемир Мурзубраимович | 12 декабря 1940  |              |              | химия                                               |
| Мусаев, Сыртбай Жолдошович            | 28 декабря 1953  | 2021         | 2005         | киргизский язык                                     |
| Нифадьев, Владимир Иванович           | 5 апреля 1947    | 2000         |              | горные науки                                        |
| Нургазиев Рысбек Зарылдыкович         | 7 ноября 1961    | 2021         | 2010         | ветеринарная вирусология                            |
| Раимжанов, Абдухалим Раимжанович      | 5 октября 1943   | 2010         | 2000         | гематология                                         |
| Сагымбаев, Марат Акимович             | 16 мая 1962      | 2021         | 2010         | травматология-ортопедия                             |
| Садыков, Тургунбай Садыкович          | 4 ноября 1935    | 1988         | 1979         | искусство                                           |
| Токторалиев, Биймырза Айтиевич        | 13 августа 1951  | 2010         | 1997         | защита растений                                     |
| Эркебаев, Абдыганы Эркебаевич         | 1 сентября 1953  | 1993         |              | киргизское литературоведение                        |